# Ла-Мот-д’Авейан
Ла-Мот-д’Авейа́н (фр. La Motte-d'Aveillans) — коммуна во Франции, находится в регионе Рона — Альпы. Департамент коммуны — Изер. Входит в состав кантона Матезин-Триев. Округ коммуны — Гренобль.
Код INSEE коммуны — 38265. Население коммуны на 2006 год составляло 1752 человека. Населённый пункт находится на высоте от 637  до 1 617  метров над уровнем моря. Муниципалитет расположен на расстоянии около 510 км юго-восточнее Парижа, 115 км юго-восточнее Лиона, 26 км южнее Гренобля. Мэр коммуны — Serge BESCHI, мандат действует на протяжении 2008—2014 гг.
Динамика населения (INSEE):